# Волфрам IV фон Дорнберг
Волфрам IV фон Дорнберг (на немски: Wolfram IV, Vogt von Dornberg; * ок. 1243 в Дорнберг, днес част от Ансбах в Бавария; † 9 юни 1288) от род фон Дорнберг е фогт на Дорнберг в Бавария.
Той е син на фогт Рудолф фон Дорнберг († ок. 2 юни 1246, погребан в „Св. Гумберт“, Ансбах) и съпругата му Кунигунда фон Дорнберг († сл. 22 януари 1271, погребана в „Св. Гумберт“, Ансбах).
Фамилията на господарите фон Дорнберг построяват през 12. век замък Дорнбег. който през 1232 г. е купен от граф фон Йотинген и през 1525 г. е разрушен през Селската война.
Господарите фон Дорнберг управляват от замък Дорнберг още от ранния 12. век територията около Дармщат като фогтове на епископа на Вюрцбург.

## Фамилия
Волфрам фон Дорнберг се жени за Рихенза фон Ортенберг (* ок. 1236; † 14 октомври 1309, погребана в „Св. Гумберт“ в Ансбах), дъщеря на граф Хайнрих I фон Ортенберг († 1241) и Рихенза фон Хоенбург († 1266). Те имат три дъщери:
- Анна фон Дорнберг († ок. 5 април 1299), омъжена пр. 3 септември 1288 г. за граф Лудвиг VI фон Йотинген († 29 септември 1346), брат на граф Фридрих I фон Йотинген
- Кунигунда фон Дорнберг († ок. 18 ноември 1336), омъжена пр. 13 септември 1280 г. за Готфрид III фон Арнсберг-Хайдек († ок. 1331, погребан в манастир Хайлсброн)
- Елизабет фон Дорнберг (* ок. 1270 в Дорнбек; † 28 юли 1309 – 11 октомври 1311), омъжена ок. 1270 г. или пр. 2 февруари 1291 г. за граф Фридрих I фон Йотинген (* ок. 1266; † 5 ноември 1311/3 март 1313), брат на граф Лудвиг VI фон Йотинген[2]